# شهرستان الجبین
ناحیهٔ الجبین (به عربی: مدیریة الجبین) یک ناحیه در یمن است که در استان ریمه واقع شده‌است.

## خصوصیات
ناحیهٔ الجبین ۳۴۹ کیلومترمربع مساحت و ۷۱٬۷۷۷ نفر جمعیت دارد.